# Lasioglossum ohei
Lasioglossum ohei är en biart som beskrevs av Hirashima och Sakagami 1966. Lasioglossum ohei ingår i släktet smalbin, och familjen vägbin. Inga underarter finns listade i Catalogue of Life.